# Persone di nome Robert/Altre...
| Questa pagina contiene informazioni ricavate automaticamente dalle voci biografiche con l'ausilio del template Bio e di un bot. L'aggiornamento è periodico e automatico e ricostruisce completamente la pagina. Se manca una persona in questa lista, sei pregato di non aggiungerla, ma accertati piuttosto che la sua voce biografica contenga il template Bio e che i dati anagrafici siano correttamente compilati. Se il template Bio manca, inseriscilo tu stesso o, in alternativa, metti l'avviso {{tmp\|Bio}} che ne segnala la mancanza. Se i dati riportati sono sbagliati, correggi direttamente la voce biografica; le modifiche saranno visibili in questa lista entro pochi giorni. Per chiarimenti vedi il progetto antroponimi. La lista contiene solo le 83 persone che sono citate nell'enciclopedia e per le quali è stato implementato correttamente il template Bio. Pagina aggiornata al 14 mar 2018. |

Questa è una lista di persone presenti nell'enciclopedia che hanno il prenome Robert e come attività principale sono Altre...

## A(1)
- Clay Allison,  statunitense (n.1841 - †1887)

## B(5)
- Bob Beamon, ex lunghista statunitense (New York, n.1946)
- Robert Bennett, martellista statunitense (n.1919 - †1974)
- Robbie Brightwell, ex velocista britannico (Rawalpindi, n.1939)
- Roberto I di Scozia (Girvan, n.1274 - Cardross, †1329)
- Bo Burnham, youtuber, comico e cantautore statunitense (Hamilton, n.1990)

## C(6)
- Robert F. Carrozza, mafioso statunitense (Boston, n.1940)
- Robert Chef d'Hôtel, ex velocista e mezzofondista francese (Numea, n.1922)
- Robert Kipkoech Cheruiyot, maratoneta keniota (Kapsabet, n.1978)
- Bob Clark, multiplista statunitense (n.1913 - †1976)
- Robert Cloughen, velocista statunitense (The Bronx, n.1889 - New York, †1930)
- Robert de Craon (†1147)

## D(10)
- Robert Devereux, III conte di Essex (n.1591 - †1646)
- Robert Dudley, I conte di Leicester (n.1532 - †1588)
- Robert de Beaumont, I conte di Leicester (†1118)
- Robert de Beaumont, III conte di Leicester (†1190)
- Robert de Castel,  francese
- Rob de Castella, ex maratoneta australiano (Melbourne, n.1957)
- Robert de Holland, I barone di Holand (n.1283 - †1328)
- Robert de Reims,  francese
- Robert de Stafford (Belvoir, n.1036 - Eversham, †1088)
- Robert de la Piere,  francese (†1258)

## E(1)
- Robert Esmie, ex velocista canadese (Kingston, n.1972)

## F(4)
- Robert Fitzhamon, cavaliere medievale normanno (†1107)
- Robert Fitzwalter (†1235)
- Robert Fountain (Galles, n.1969)
- Bob Fowler, maratoneta statunitense (Trinity, n.1882)

## G(4)
- Robert Garrett, pesista, discobolo e altista statunitense (Baltimora, n.1875 - Baltimora, †1961)
- Robert Grabarz, altista britannico (Enfield, n.1987)
- Robert Gsellman, giocatore di baseball statunitense (Santa Monica, n.1993)
- Bob Gutowski, astista statunitense (San Pedro, n.1935 - Camp Pendleton, †1960)

## H(8)
- Robert Hanssen (Chicago, n.1944)
- Bertie Harris, maratoneta sudafricano (n.1884)
- Robert Harting, discobolo tedesco (Cottbus, n.1984)
- Bob Hayes, velocista e giocatore di football americano statunitense (Jacksonville, n.1942 - Jacksonville, †2002)
- Robert Heffernan, marciatore irlandese (Cork, n.1978)
- Robert Hichens, marittimo britannico (Newlyn, n.1882 - Aberdeen, †1940)
- Robert Elmer Horton, idrologo statunitense (Parma, n.1875 - †1945)
- Robert Häggblom, ex pesista finlandese (Vaasa, n.1982)

## J(2)
- Earl Johnson, mezzofondista statunitense (Woodstock, n.1891 - †1965)
- Robert de Juliac (†1377)

## K(6)
- Bob Kennedy, ex mezzofondista statunitense (Bloomington, n.1970)
- Robert Kerr, velocista e dirigente sportivo canadese (Enniskillen, n.1882 - Hamilton, †1963)
- Robert Kiesel, velocista statunitense (Sacramento, n.1911 - Boise, †1993)
- Bob King, altista statunitense (Los Angeles, n.1906 - Walnut Creek, †1965)
- Robert Kinoshita, effettista e scenografo statunitense (Los Angeles, n.1914 - Torrance, †2014)
- Robert Korzeniowski, ex marciatore polacco (Lubaczów, n.1968)

## L(6)
- Robert S. Langer, ingegnere chimico statunitense (Albany, n.1948)
- Robert LeGendre, multiplista e lunghista statunitense (Lewiston, n.1898 - Brooklyn, †1931)
- Robert Leavitt, ostacolista statunitense (Dorchester, n.1883 - Hanson, †1954)
- Robert Legato, effettista statunitense (n.1956)
- Robert Lindsay, velocista britannico (Londra, n.1890 - Londra, †1958)
- Robert Lipka,  statunitense (New York, n.1946 - †2013)

## M(3)
- Bob Mathias, multiplista e politico statunitense (Tulare, n.1930 - Fresno, †2006)
- Robert A. Mattey, effettista statunitense (New Jersey, n.1910 - Los Angeles, †1993)
- Bob McMillen, mezzofondista statunitense (Los Angeles, n.1928 - †2007)

## N(1)
- Bob Tisdall, ostacolista e multiplista irlandese (Nuwara Eliya, n.1907 - Nambour, †2004)

## O(2)
- Bob van Osdel, altista statunitense (Selma, n.1910 - West Hollywood, †1987)
- Robert Ouko, ex mezzofondista e velocista keniota (Manga, n.1948)

## P(1)
- Robert Wadlow (Alton, n.1918 - Manistee, †1940)

## R(5)
- Robert R.,  statunitense (Saint Louis, n.1953 - Saint Louis, †1969)
- Robert Rich, I conte di Warwick (n.1559 - †1619)
- Robert Rich, III conte di Warwick (n.1611 - Londra, †1659)
- Robert Rich, V conte di Warwick (Kensington, n.1620 - Kensington, †1675)
- Bob Richards, ex astista statunitense (Champaign, n.1926)

## S(9)
- Robert de Sablé,  francese (†1193)
- Bob Schul, ex mezzofondista statunitense (West Milton, n.1937)
- Robert Schurrer, velocista francese (Vesoul, n.1890 - Strasburgo, †1972)
- Bob Seagren, ex astista e attore statunitense (Pomona, n.1946)
- Robert Sidney, II conte di Leicester (Barnard Castle, n.1595 - Penshurst, †1677)
- Robert Sidney, IV conte di Leicester (n.1649 - †1702)
- Tom Smith (Georgia, n.1878 - Glendale, †1957)
- Robert Spencer, IV conte di Sunderland (n.1701 - †1729)
- Robert Stangland, lunghista e triplista statunitense (New York, n.1881 - Nyack, †1953)

## T(2)
- Robert Taylor, velocista statunitense (Tyler, n.1948 - Missouri City, †2007)
- Robert Trimboli, mafioso e imprenditore australiano (Sydney, n.1931 - †1987)

## U(1)
- Robert Urbanek, discobolo polacco (Łęczyca, n.1987)

## W(1)
- Robert Weir, ex discobolo e martellista britannico (Birmingham, n.1961)

## Y(1)
- Robert Young, velocista statunitense (Bakersfield, n.1916 - Bakersfield, †2011)

## Z(1)
- Robert Změlík, ex multiplista ceco (Prostějov, n.1969)

## Ė(1)
- Robert Ėmmijan, ex lunghista sovietico (Leninakan, n.1965)

## Š(1)
- Robert Šavlakadze, ex altista sovietico (Tbilisi, n.1933)

## ...(1)
- Robert de Blois,  francese